# Vera Pawlowsky-Glahn
Pour les articles homonymes, voir Glahn.
Vera Pawlowsky-Glahn (née en 1951) est une mathématicienne espagnole. Elle est professeur titulaire au Département d'informatique, mathématiques appliquées et statistiques de l'Université de Gérone, en Espagne. 

## Formation
Elle obtient son B. Sc. en 1980 puis son MSc. en 1982, tous deux à l'Université de Barcelone, puis en 1986 elle obtient son doctorat à l'Université libre de Berlin avec une thèse intitulée Räumliche Strukturanalyse und Schätzung ortsabhängiger Kompositionen sous la supervision de Wolfdietrich Skala.

## Travaux
Ses principaux domaines de recherche comprennent l'analyse statistique de données relatives à la composition, une approche algébrique-géométrique de l'inférence statistique et l'analyse spatiale de clusters.

## Prix et distinctions
Elle a été présidente de l'Association internationale de géosciences mathématiques (International Association for Mathematical Geosciences (en), IAMG) au cours de la période 2008-2012. L'IAMG lui a décerné la médaille William Christian Krumbein (en) en 2006, et le Prix Griffiths (en) d'excellence en enseignement en 2008,. En 2007, elle a été sélectionnée IAMG Distinguished Lectureship (en).
Au cours du sixième Atelier international sur l'analyse de données compositionnelles en juin 2015, elle a été nommée présidente d'une commission chargée d'officialiser la création d'une organisation internationale de scientifiques intéressés par l'avancement et l'application de la modélisation de données compositionnelles.

## Publications
- Vera Pawlowsky-Glahn, Juan José Egozcue, Raimon Tolosana-Delgado, 2015. Modelling and Analysis of Compositional Data. Wiley, 256 p.[11]
- Vera Pawlowsky-Glahn, Antonella Buccianti (Editors), 2011. Compositional Data Analysis: Theory and Applications. Wiley, p. 400[12].
- Vera Pawlowsky-Glahn, Mario Chica-Olmo, Eulogio Pardo-Igúzquiza, 2011. New applications of geomathematics in earth sciences, v. 122, no. 4, Boletín Geológico y Minero, Instituto Geológico y Minero de España, 435 p.[13]
- Antonella Buccianti, G. Mateu-Figueras, Vera Pawlowsky-Glahn (Editors), 2006. Compositional Data Analysis in the Geosciences: From Theory to Practice. Geological Society of London special publication, 212 p.[14]
- Vera Pawlowsky-Glahn et Ricardo A. Olea, 2004. Geostatistical Analysis of Compositional Data. International Association for Mathematical Geosciences, Studies in Mathematical Geosciences, Oxford University Press, 181 p.[15]
- Lucila Candela et Vera Pawlowsky (éd), 1988. Curso sobre fundamentos de geoestadística. Barcelona, Spain,  (ISBN 84-404-1653-9).